# Schleichenlurche
Die Schleichenlurche (Gymnophiona, Apoda) oder Blindwühlen bilden mit etwa 225 Arten die kleinste Ordnung in der Klasse der Lurche (Amphibia). Sie sind trotz der Bezeichnung Blindwühlen weder vollkommen blind noch wühlen alle Arten im Boden.

## Morphologie
Schleichenlurche besitzen keine Gliedmaßen, auch der Schwanz ist stark reduziert. Die Kloake befindet sich am hinteren Ende des Körpers, welches dem Vorderende oft ähnelt. Kleine Schleichenlurche (um 10 Zentimeter Länge) können leicht mit Regenwürmern verwechselt werden, große Arten (etwa 1 bis 1,6 Meter Länge) erscheinen schlangenartig.
Die Haut der Schleichenlurche ist glatt und oft mattdunkel gefärbt. Manche Arten haben farbige Streifen oder Flecken an den Seiten. Früher wurden sie aufgrund in der Haut eingelagerter Kalkschuppen und wegen der zusammengewachsenen Schädelknochen als mit den ausgestorbenen Panzerlurchen verwandt angesehen; heute werden diese Eigenschaften aber als sekundäre Anpassungen interpretiert. Kiefer und Gaumen tragen Zähne.
Der alternative Name, Blindwühlen, ist von den oft zurückgebildeten und von Haut abgedeckten Augen abgeleitet, die daher nur einfache Hell-Dunkel-Kontraste sehen können. Die Wahrnehmung geschieht hauptsächlich durch Riechen und mit zwei zwischen Nase und Augen liegenden Fühlern. Auch Bodenvibrationen spielen eine Rolle bei der Orientierung. Die Atmung findet durch den rechten Lungenflügel statt, während der linke in der Regel zurückgebildet ist. Auch über die Haut und die Mundschleimhaut findet der Gasaustausch statt, insbesondere auch bei den lungenlosen Blindwühlen. Von Letzteren sind jedoch keine Beobachtungen am lebenden Tier bekannt, auch wenn 2010 zu der nur in zwei konservierten Exemplaren bekannten Atretochoana eiselti noch eine weitere Art aus Venezuela bekannt wurde.

## Verbreitung

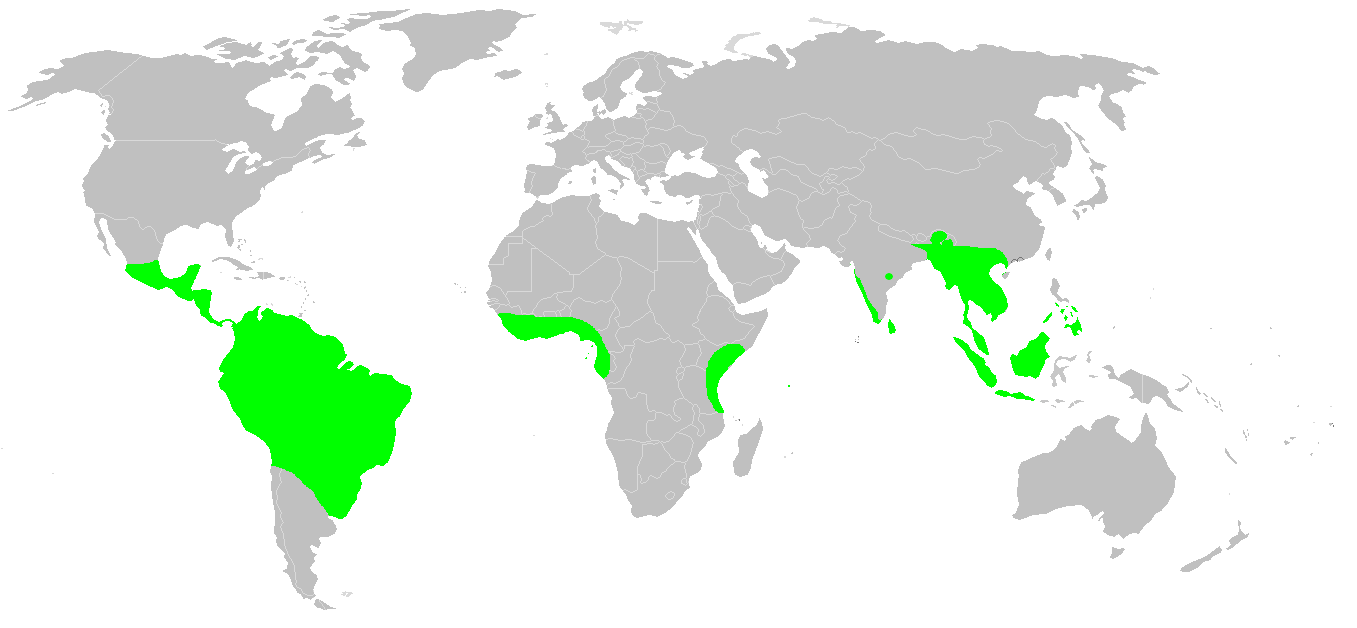
Verbreitung der Schleichenlurche

Schleichenlurche kommen in den Tropen und Subtropen Südostasiens, Afrikas sowie Mittel- und Südamerikas vor. Sie halten sich in der Regel in den oberen Boden- und Streuschichten von Wäldern auf und leben von Kleintieren, insbesondere Regenwürmern. Sie ziehen feuchte Gebiete, oft in der Nähe von Gewässern, vor. Schwimmwühlen, die sich ganz an das Leben im Wasser angepasst haben, kommen in langsam fließenden Flüssen wie dem Amazonas, Orinoko und in den kolumbianischen Flusssystemen vor.
Aufgrund ihrer verborgenen Lebensweise sind die Schleichenlurche eine wenig bekannte Amphibiengruppe. Zoologen gehen davon aus, dass noch nicht alle Arten beschrieben sind.

## Fortpflanzung und Entwicklung

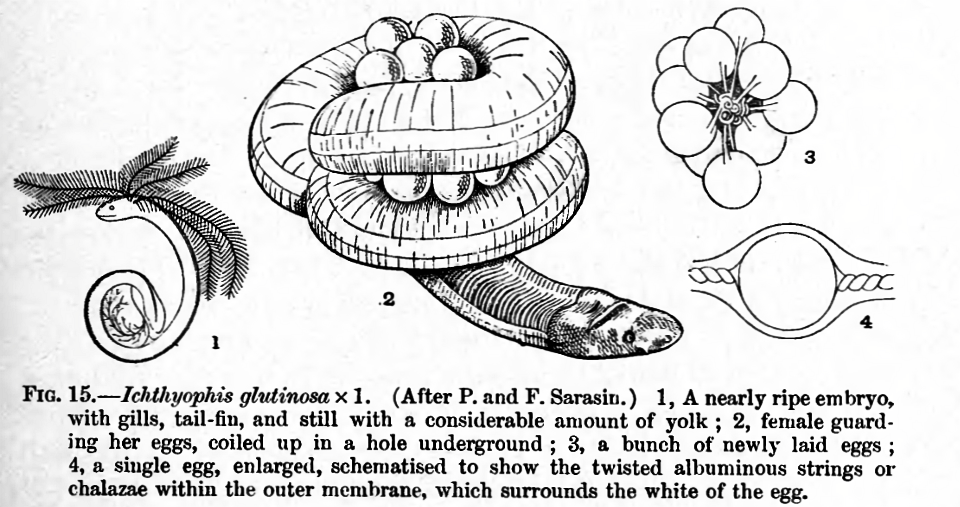
Aus Hans Gadow, Amphibia and reptiles, 1909; Larve, brütendes Weibchen und Eier von Ichthyophis glutinosus

Die Besamung findet im Körperinneren des Weibchens statt. Das Männchen besitzt ein aus der Kloake ausfahrbares Begattungsorgan zur Spermienübertragung, das so genannte Phallodeum.
Es gibt eierlegende Arten, aber etwa 75 % der Arten sind lebendgebärend. Die Jungtiere schlüpfen im Mutterleib und werden im Eileiter ernährt, bevor sie geboren werden. Die Tragzeit der Weibchen kann bis zu 10 Monate betragen. Die eierlegenden Arten legen die Eier in Erdhöhlen an Land ab. Die Eiablagestellen benötigen eine ganz bestimmte Feuchtigkeit und Substrat, die Muttertiere müssen oft lange Strecken bis zu den geeigneten Plätzen wandern. Auch während der Paarungszeit bewegen sich Blindwühlen mehr über Land, meist nachts und bei Regen. Bei einigen Arten ist Brutpflege bekannt; in den ersten zwei Monaten dient dabei die Haut der Mutter als Nahrung. Beobachtungen deuten zudem darauf hin, dass eine eierlegende Spezies eine Art "Milch" aus den Drüsen des Eileiters ausscheidet, die der Ernährung der Brut nach dem Schlupf dient. Die Jungtiere leben amphibisch – zur nächtlichen Jagd sind sie im Wasser, am Tage halten sie sich vergraben im Uferbereich auf.

## Ernährung
Blindwühlen sind in der Mehrzahl spezialisierte Regenwurm-Jäger. Erdwühlende Blindwühlen finden sich nur dort, wo auch Regenwürmer im Boden vorkommen. Dazu muss eine konstante Feuchtigkeit im Boden vorhanden sein, an Stellen mit größerer Trockenheit findet man sie nicht. Allerdings können sie sich zusammen mit den Regenwürmern in der Trockenzeit tief in den Boden zurückziehen. Die Mägen der Spezies Afrocaecilia taitana enthielten Kopfkapseln von Termiten, jedoch war der größte Teil des Mageninhalts nicht näher bestimmbares organisches Material. Manche Arten fressen auch Insektenlarven, Puppen der Termiten und Ameisen – adulte Termiten und Ameisen sind jedoch als Beute zu schnell. Die wasserlebenden Schwimmwühlen (Typhlonectes) sind auch Aasfresser und helfen bei der Beseitigung verstorbener Fische und Mollusken, lebende Fische können sie jedoch nicht erbeuten. Ihre Hauptbeute im Wasser sind jedoch Würmer und andere Weichtiere. Sie lassen sich im Biotop leicht mit toten Fischen anlocken. Die brasilianisch-argentinischen Sumpfwühlen (Chthonerpeton) zeigen eine semiaquatische Lebensweise, wechseln also zwischen Wasser und Land.

## Lebenserwartung
Wie Studien von Thomas Kleinteich von der Universität Jena belegen, erreichen Blindwühlen ein erstaunliches Alter. Bereits die lange Tragzeit von bis zu 10 Monaten und das späte Erreichen der Fortpflanzungsfähigkeit mit 10–12 Jahren deuten darauf hin, dass das Adultstadium lange dauern kann – man schätzt, dass die größeren Arten an die 80 Jahre alt werden können – falls sie nicht vorher einem Feind zum Opfer fallen. Blindwühlen haben wenig Feinde, viele Arten schützen sich zudem mit giftigen Hautsekreten. Wie Daniel Hofer nachweisen konnte, besitzt etwa die Westafrikanische Buntwühle (Schistometopum) ein wirksames Hautgift, das andere Wirbeltiere im selben Behälter innerhalb von 2 Tagen versterben lässt. Als spezialisierte Blindwühlenjäger sind einige erdwühlende
Schlangen bekannt, etwa die ostasiatische Walzenschlange (Cylindrophis).
Während der bis zu 10-jährigen Jugendphase finden nach und nach erhebliche körperliche Veränderungen statt. Dies mag dazu geführt haben, dass verschiedene Jugendphasen in der Vergangenheit als eigene Arten beschrieben wurden. Speziell bei Arten, von denen heute nur ein bis zwei Exemplare bekannt sind, müssen genetische Abklärungen noch nachprüfen, ob es sich um eigene Arten oder lediglich um Jugendphasen einer bekannten Art handelt.

## Taxonomie
Die Rhinatrematidae stehen als ursprünglichste Familie allen anderen Familien als Schwestergruppe gegenüber. Die wahrscheinliche Verwandtschaft der Familien zueinander, ermittelt mit Hilfe von DNA-Sequenzierung, zeigt folgendes Kladogramm:
Die Schleichenlurche werden in zehn Familien eingeteilt und manchmal nach ihrem Entwicklungsstand gruppiert.
- Familie Caeciliidae Rafinesque, 1814 – Erdwühlen
- Familie Chikilidae Kamei et al., 2012
- Familie Dermophiidae Taylor, 1969
- Familie Grandisoniidae Lescure, Renous & Gasc, 1986
- Familie Herpelidae Laurent, 1984
- Familie Ichthyophiidae Taylor, 1968 – Fischwühlen
- Familie Rhinatrematidae Nussbaum, 1977 – Nasenwühlen
- Familie Siphonopidae Bonaparte, 1850
- Familie Scolecomorphidae Taylor, 1969 – Grabwühlen
- Familie Typhlonectidae Taylor, 1968

Die genaue Anzahl der Gattungen und Arten innerhalb der einzelnen Familien schwankt je nach Autorität, insbesondere, weil viele Arten nur durch ein einziges Belegexemplar beschrieben sind.

## Stammesgeschichte
Fossil waren Schleichenlurche bis 1993 nur durch zwei fossile Wirbel aus der Oberkreide von Bolivien und dem Paläozän von Brasilien bekannt. 1993 wurde schließlich Eocaecilia beschrieben, ein Schleichenlurch aus dem Unterjura, der noch vier kurze Extremitäten mit jeweils drei Zehen hatte. Noch älter ist Chinlestegophis. Die Gattung gehört zur Stammgruppe, die zu den Schleichenlurchen führt und lebte im heutigen Nordamerika in der Trias. Die Fossilien wurden in der Chinle-Formation gefunden. Der Schädel von Chinlestegophis zeigt einen Merkmalsmix zwischen den heutigen Schleichenlurchen und den Stereospondyli, einer Gruppe der Temnospondyli und gilt damit als Hinweis darauf, dass die heutigen Amphibien aus den Temnospondyli hervorgegangen sind.